# نوبوك إكيتاكا
نوبوك إكيتاكا (باليابانية: 池髙 暢希) (مواليد 5 أبريل 2000) هو لاعب كرة قدم ياباني.

## وصلات خارجية
- نوبوك إكيتاكا على موقع الاتحاد الدولي (مؤرشف)  (الإنجليزية)
- نوبوك إكيتاكا على موقع رابطة كرة القدم اليابانية للمحترفين (اليابانية)
- نوبوك إكيتاكا على موقع قاعدة بيانات كرة القدم.إي يو (الإنجليزية)
- نوبوك إكيتاكا على موقع Soccerway.com (الإنجليزية)
- نوبوك إكيتاكا على موقع عالم كرة القدم.نت (الإنجليزية)